# Розповідь (фільм, 2018)
«Розповідь» (англ. The Tale) — американський драматичний фільм режисерки та сценаристки Дженніфер Фокс Головні ролі виконали Лора Дерн, Еллен Берстін, Джейсон Ріттер, Елізабет Дебікі, Ізабель Нелісс, Коммон, Френсіс Конрой та Джон Герд. Прем'єра фільму відбулася 26 травня 2018 року на каналі HBO.

## Сюжет
Мати успішної журналістки Дженніфер знаходить її ранню розповідь — сповідь 13-річної дівчинки про свій зв'язок з двома дорослими тренерами. Невідповідності між знайденими записами й власними спогадами спонукають Дженніфер розшукати своїх давніх коханців. Одночасно її чекає зустріч зі своїм 13-річним двійником, який зруйнує всі уявлення Дженніфер про саму себе.

## В ролях
- Лора Дерн — Дженніфер Фокс
  - Ізабель Нелісс — Дженні Фокс, 13 років
  - Джессіка Сара Флаум — Дженні Фокс, 15 років
- Елізабет Дебікі — місіс Джі, вчителька верхової їзди Дженніфер
  - Френсіс Конрой — місіс Джі в старшому віці
- Джейсон Ріттер — Білл, тренер Дженніфер з бігу
  - Джон Герд — Білл в старшому віці
- Еллен Берстін — Нетті Фокс, мати Дженніфер
- Common — Мартін, наречений Дженніфер
- Ізабелла Амара — Френні

## Виробництво
5 травня 2015 року було оголошено, що Лора Дерн, Еллен Берстін, Елізабет Дебікі та Себастьян Кох отримали ролі у фільмі «Розповідь», знятому і написаному Дженніфер Фокс. Одночасно з цим було оголошено, що знімання фільму почнуться влітку того ж року. 14 травня 2016 року було оголошено, що фільм шукає покупців на Каннському кінофестивалі, а до акторського складу приєдналися Коммон, Джейсон Ріттер, Френсіс Конрой і Джон Герд.

## Реліз
Прем'єра фільму відбулася на кінофестивалі «Санденс» 20 січня 2018 року, після чого HBO Films придбали права на дистрибуцію фільму. Фільм вийшов 26 травня 2018 року на телеканалі HBO.